# Ломтево (Вологодская область)
Ломтево — деревня в Вологодском районе Вологодской области при впадении реки Рунас в Тошню.
Входит в состав Старосельского сельского поселения, с точки зрения административно-территориального деления — в Старосельский сельсовет.
Расстояние по автодороге до районного центра Вологды — 48 км, до центра муниципального образования Стризнево — 7 км. Ближайшие населённые пункты — Дуплино, Болтутино, Горное.
По переписи 2002 года население — 107 человек (49 мужчин, 58 женщин). Преобладающая национальность — русские (99 %).